# Rahima Moosa
Rahima Moosa (14 tháng 10 năm 1922 - 29 tháng 5 năm 1993) là một thành viên của Đại hội Nam Phi Transvaal và sau đó là Quốc hội Châu Phi. Cô nổi tiếng với vai trò trong cuộc nổi dậy quốc gia của phụ nữ vào ngày 9 tháng 8 năm 1956. Moosa cũng là một người quản lý cửa hàng cho Hiệp hội Công nhân Thực phẩm và Canning Cape Town.

## Tiểu sử

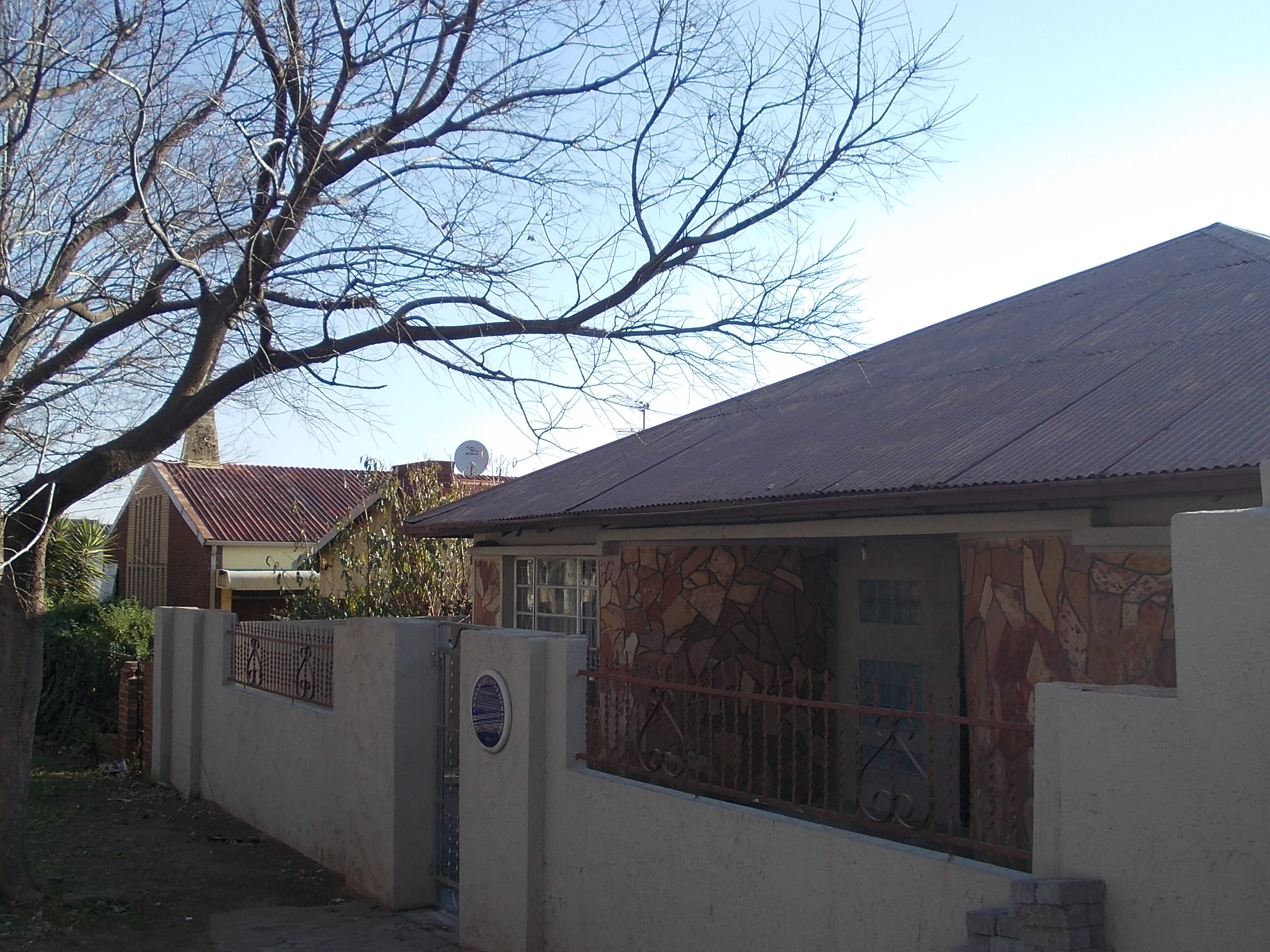
Nhà tưởng niệm Rahima Moosa ở Johannesburg.

Rahima Moosa là một trong những chị em sinh đôi giống hệt nhau được sinh ra ở vùng Strand, Cape Town vào năm 1922. Cô được nuôi dưỡng trong một môi trường Hồi giáo được giải phóng và cô học tại trường trung học Trafalgar ở quận Sáu. Cô bỏ học với học vấn chính quy ít ỏi. Bực mình vì chính sách của chính phủ Apartheid, cô và chị gái sinh đôi Fatima đã vận động để thay đổi. Rahima là một người quản lý cửa hàng và năm 1951, cô kết hôn với nhà hoạt động đồng chí của mình, Tiến sĩ Hassen Hồi Ike Hồi Mohamed Moosa, người đã ra tòa vì tội phản quốc. Họ chuyển đến Johannesburg và có bốn đứa con.. Cả hai đều rất tích cực trong Quốc hội Ấn Độ Nam Phi và sau đó là Đại hội dân tộc Phi. Họ cùng nhau đóng vai trò tổ chức vào năm 1955, cô cũng đi đầu trong cuộc diễu hành ngày của người phụ nữ đại diện cho người phụ nữ Ấn Độ trong Đại hội Nhân dân và Hiến chương Tự do. Rahima, Sophia Williams-De Bruyn, Helen Joseph và Lillian Ngoyi đã dẫn đầu 20.000 người phụ nữ tuần hành vào ngày 9 tháng 8 năm 1956 để chứng minh chống lại việc tăng cường hơn nữa của Luật Pass. Ngày này được tổ chức hàng năm là Ngày Quốc tế Phụ nữ của nước này.
Rahima Moosa được chế độ Apartheid liệt kê mặc dù bị bệnh sau một cơn đau tim vào những năm 1960. Bà mất vào ngày 26 tháng 5 năm 1993, một năm trước cuộc bầu cử dân chủ đầu tiên của Nam Phi vào năm 1994. Chồng và các con bà vẫn hoạt động trong Quốc hội Châu Phi sau khi bà qua đời.